# 사일런트 힐
《사일런트 힐》은 코나미가 제작한 일련의 생존 호러 비디오 게임 시리즈 및 미디어 프랜차이즈이다. 플레이스테이션으로 발매된 《사일런트 힐 (1999)》을 시작으로 총 8개의 본편 게임와 외전 게임들, 그리고 이에 기반한 영화, 만화 등 다양한 매체로 구성됐다.
《사일런트 힐》 시리즈의 무대는 미국에 위치한 동명의 가상 마을이다. 시리즈 시작 당시 유행한 타 생존 호러 게임들과는 달리 심리적 공포적 문학 장르에서 크게 영향을 받은 것이 특징으로, 플레이어 캐릭터 또한 대개 전투에 익숙하지 않은 평범한 일반인이다.
《사일런트 힐 (1999)》부터 《사일런트 힐 4: 더 룸 (2004)》까지를 포함한 첫 네 게임들은 코나미의 자회사 코나미 컴퓨터 엔터테인먼트 도쿄 소속의 개발진 "팀 사일런트"가 개발했다. 주요 개발자로 1편의 기획자 토야마 케이치로, 작가 오와쿠 히로유키, 원화가 이토 마사히로, CGI 디렉터 사토 타카요시와 작곡가 야마오카 아키라가 있다. 《사일런트 힐 4》를 끝으로 팀 사일런트가 해체된 후, 《사일런트 힐: 오리진스》, 《사일런트 힐: 홈커밍》, 《사일런트 힐: 섀더드 메모리즈》, 《사일런트 힐: 다운포어》 등의 게임들이 제작됐으며 이들 대부분은 서양 개발사가 제작을 맡았다. 2013년 기준으로 게임 시리즈 전세계 누적 판매량은 840만 장 이상이다.

## 개요
| 1999 | 사일런트 힐                   |
| 2000 |                               |
| 2001 | 사일런트 힐 2                 |
| 2002 |                               |
| 2003 | 사일런트 힐 3                 |
| 2004 | 사일런트 힐 4: 더 룸          |
| 2005 |                               |
| 2006 |                               |
| 2007 | 사일런트 힐: 더 아케이드      |
| 2007 | 사일런트 힐: 오리진           |
| 2007 | 사일런트 힐: Orphan           |
| 2007 | 사일런트 힐: 더 이스케이프    |
| 2008 | 사일런트 힐: 홈커밍           |
| 2009 | 사일런트 힐: 섀터드 메모리즈  |
| 2010 |                               |
| 2011 |                               |
| 2012 | 사일런트 힐: 다운포어         |
| 2012 | 사일런트 힐 HD 컬렉션         |
| 2012 | 사일런트 힐: 북 오브 메모리즈 |

### 메인 시리즈
- 사일런트 힐 (비디오 게임)
- 사일런트 힐 2
- 사일런트 힐 3
- 사일런트 힐 4: 더 룸
- 사일런트 힐: 오리진
- 사일런트 힐: 홈커밍
- 사일런트 힐: 다운포어

### 기타 게임
- 사일런트 힐: 더 아케이드
- 사일런트 힐: 더 이스케이프
- 사일런트 힐: 섀터드 메모리즈
- 사일런트 힐 HD 컬렉션
- 사일런트 힐: 북 오브 메모리즈

### 취소된 게임
- 닌텐도 DS 타이틀
- Broken Covenant
- 더 박스
- 사일런트 힐즈 (P.T. (비디오 게임, 사일런트 힐즈 참고)

| 게임                          | 게임랭킹스 | 메타크리틱                 |
| ----------------------------- | ---------- | -------------------------- |
| 사일런트 힐                   | -          | (PS1) 86                   |
| 사일런트 힐 2                 | -          | (PS2) 89 (Xbox) 84 (PC) 70 |
| 사일런트 힐 3                 | -          | (PS2) 85 (PC) 72           |
| 사일런트 힐 4: 더 룸          | -          | (PS2) 76 (Xbox) 76 (PC) 67 |
| 사일런트 힐: 오리진           | -          | (PSP) 78 (PS2) 70          |
| 사일런트 힐: 홈커밍           | -          | (PS3) 71 (X360) 70 (PC) 64 |
| 사일런트 힐: 섀터드 메모리즈  | -          | (Wii) 79 (PS2) 77 (PSP) 73 |
| 사일런트 힐: 다운포어         | -          | (X360) 68 (PS3) 64         |
| 사일런트 힐 HD 컬렉션         | -          | (PS3) 70 (X360) 69         |
| 사일런트 힐: 북 오브 메모리즈 | -          | (Vita) 58                  |

## 참조

### 내용주
1. ↑  영어: Silent Hill, 일본어: サイレントヒル 사이란토히루[*]